# St. Johannes Nepomuk (Kehl)

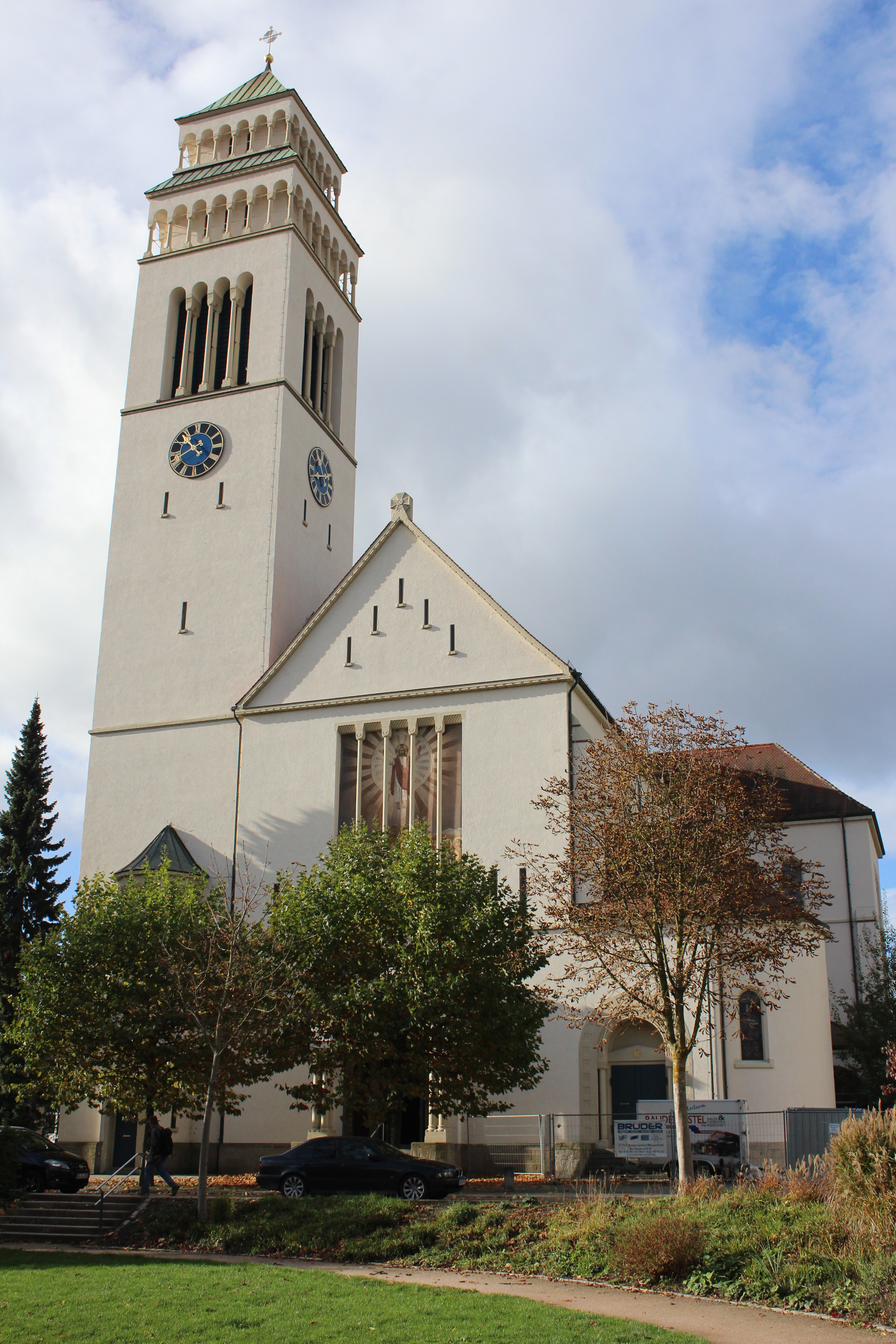
St. Johannes Nepomuk in Kehl

Die römisch-katholische Pfarrkirche St. Johannes Nepomuk steht in Kehl, einer Stadt im Ortenaukreis in Baden-Württemberg. Die Kirchengemeinde gehört seit der Dekanatsreform am 1. Januar 2008 zum Dekanat Offenburg-Kinzigtal im Erzbistum Freiburg und zudem zur Seelsorgeeinheit Kehl. Das Bauwerk ist beim Landesamt für Denkmalpflege Baden-Württemberg als Baudenkmal eingetragen.

## Beschreibung
Die neuromanische Kreuzbasilika wurde in den Jahren 1912–1914 nach den Plänen von Johannes Schroth erbaut. Sie besteht aus einem Langhaus mit einem Mittelschiff und zwei Seitenschiffen, einem Querschiff und einem Chor in Breite des Mittelschiffs, an den im Westen eine halbrunde Apsis angebaut ist. Der mehrfach gestaffelte Kirchturm flankiert die Fassade des Mittelschiffs im Westen. 
Die Kirchenausstattung wurde mit Elementen des Jugendstils und der Neuen Sachlichkeit konzipiert. Als Orgel dient eine elektronische Ahlborn-Orgel.